# Pieter Menten
Pieter Nicolaas Menten (Rotterdam, 26 maggio 1899 – Loosdrecht, 14 novembre 1987) è stato un criminale di guerra, imprenditore e collezionista d'arte olandese.

## Biografia
Nato in una ricca famiglia di Rotterdam, Menten si interessò alla Polonia grazie ai rapporti d'affari di suo padre. Ben presto sviluppò una vasta rete commerciale di esportazione di prodotti olandesi in Polonia. Menten si trasferì nella Galizia orientale nel 1923, dove divenne un ricco proprietario terriero e uomo d'affari. Descritto come mite e tranquillo, sviluppò un profondo rancore contro un'importante famiglia ebrea per una disputa d'affari.
Menten tornò nei Paesi Bassi nel 1939, quando la Russia invase la Polonia orientale. Era a Cracovia nel 1940, dove ha lavorato come Treuhänder di un certo numero di mercanti d'arte ebrei. Tornò in Polonia nel 1941 dopo l'occupazione nazista, questa volta come membro delle SS.
Menten è stato coinvolto nel massacro dei professori polacchi a Leopoli e nel furto delle loro proprietà. Secondo i testimoni, ha aiutato a sparare a quanti più membri della famiglia incriminata in Galizia ha potuto trovare.

## Processo
Durante il viaggio nel suo treno personale con la sua preziosa collezione d'arte, è stato riconosciuto dai combattenti della Resistenza olandese, e quindi portato in giudizio: il suo principale avvocato difensore era Rad Kortenhorst, presidente della Camera dei rappresentanti olandese.
Il controverso processo si concluse nel 1949, con gli accusatori incapaci di provare la maggior parte delle accuse mosse, e Menten fu condannato a otto mesi per aver lavorato in uniforme come interprete nazista. Nel 1951 il governo olandese rifiutò la richiesta polacca per l'estradizione di Menten.
Menten sarebbe diventato un collezionista d'arte e un uomo d'affari di successo. La sua villa di 20 stanze era piena di preziose opere d'arte (Nicolaes Maes, Francisco Goya, Jan Sluyters, ecc.) e possedeva vaste aree immobiliari.
Nel 1976 il caso è stato riaperto. Durante il processo, la villa di Menten è stata incendiata dopo che un sopravvissuto al campo di concentramento di Dachau ha lanciato una bomba molotov sul tetto di paglia. L'edificio subì ingenti danni e parte della collezione d'arte è andata distrutta. Nel 1980 Menten è stato condannato a 10 anni di carcere e multato di 100 000 fiorini per crimini di guerra, compreso l'essere complice dell'omicidio di 20 abitanti di un villaggio di ebrei nel 1941 in Polonia. Dopo il suo rilascio credeva che si sarebbe stabilito nella sua villa nella contea di Waterford in Irlanda, scoprì in seguito che Garret FitzGerald, all'epoca Taoiseach, lo aveva escluso dal paese. Menten è morto anziano in casa a Loosdrecht nei Paesi Bassi.